# Ocosingo borlus
Ocosingo borlus is een vlokreeftensoort uit de familie van de Lysianassidae. De wetenschappelijke naam van de soort is voor het eerst geldig gepubliceerd in 1964 door Jerry Laurens Barnard.